# Période prédynastique égyptienne

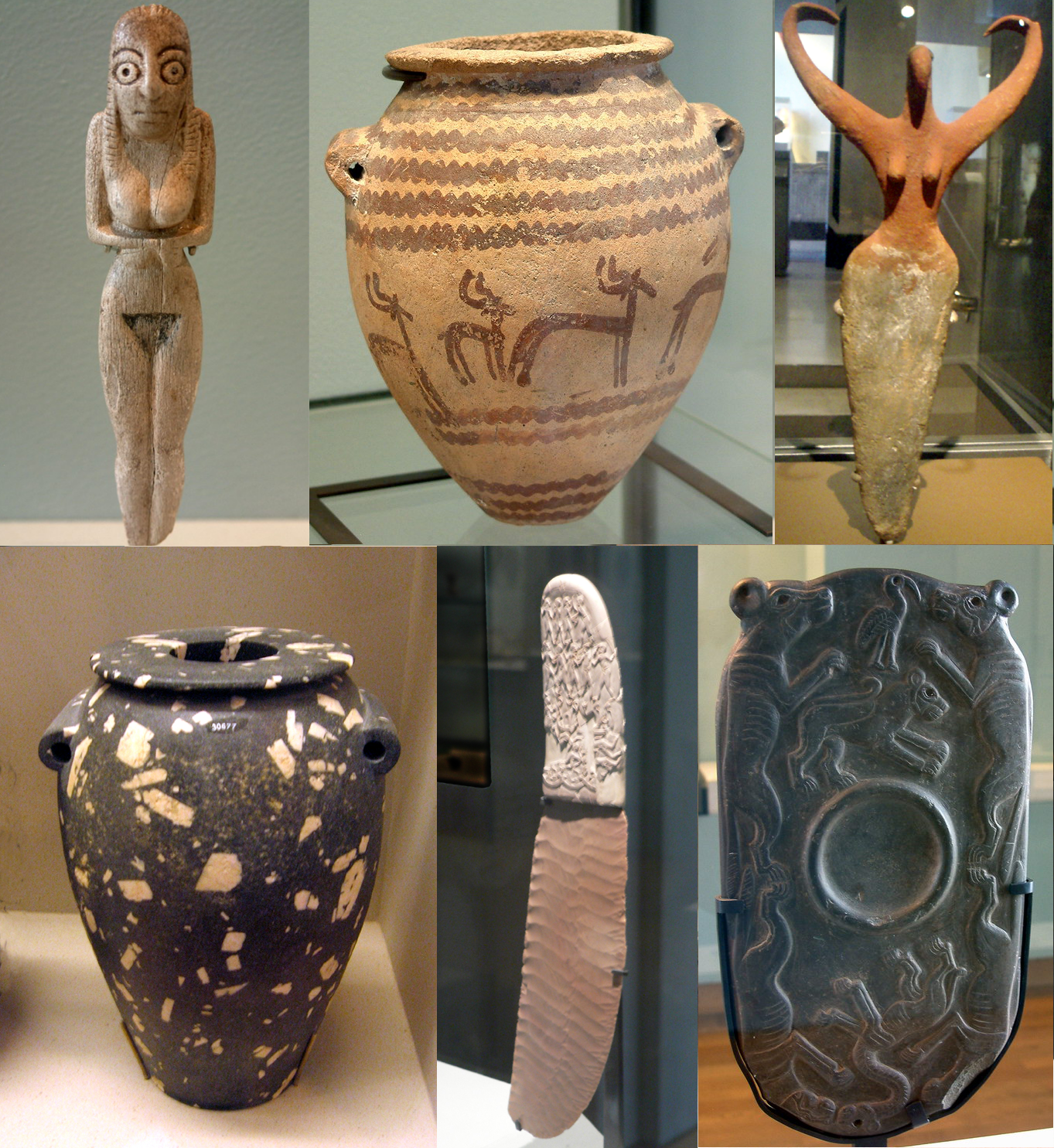
Objets de l'époque prédynastique

La période prédynastique est la dernière période de la préhistoire égyptienne. Elle fait la transition entre le Néolithique et la formation d'un État par unification du pays et centralisation des pouvoirs aux mains des dynasties pharaoniques.

## Chronologie
Le découpage temporel de la période prédynastique varie selon les auteurs. On retient généralement la chronologie suivante :
| Culture                | Culture             |
| Basse-Égypte           | Haute-Égypte        |
| ---------------------- | ------------------- |
| Omarien                | Badarien            |
| 4700-4300 av. J.-C.    | 4300-3900 av. J.-C. |
| Culture de Maadi-Bouto | Nagada I            |
| 3900-3400 av. J.-C.    | 3900-3650 av. J.-C. |
| Nagada II              |                     |
| 3400-3300 av. J.-C.    | 3650-3300 av. J.-C. |
| Nagada III             |                     |
| 3300-3150 av. J.-C.    |                     |

La fin du Néolithique égyptien et le début du Prédynastique n'est pas situé à la même période par les spécialistes de la période : Midant-Reynes et Hendryckx et Huyge considèrent que la période de Badari (ou le Tasien), qui débute vers 4500 av. J.-C., marque le début du Prédynastique (et du Chalcolithique), tandis que Köhler l'inclut dans un Néolithique final, avec également Nagada IA et IB, et fait débuter le Chalcolithique avec Nagada IB et IC.
La culture badarienne en Haute-Égypte annonce déjà les futures cultures nagadéennes dont est issue la culture égyptienne pharaonique. Tandis que les Basse et Haute-Égyptes se développent séparément tout en s'influençant mutuellement, vers 3400 av. J.-C., la culture de Nagada II supplante la culture de Maadi-Bouto et finit par s'imposer à toute l'Égypte, prélude à l'unification politique plus tardive.
L'unification marque le début de la période dite « protodynastique », qui débute vers 3300-3100 av. J.-C. Du point de vue historique, elle correspond au début de la « dynastie 0 » à Abydos, tandis que du point de vue archéologique elle correspond aux phases Nagada III A et B (et, suivant le découpage traditionnel, au début de l'âge du bronze ancien).

## Culture de Badari

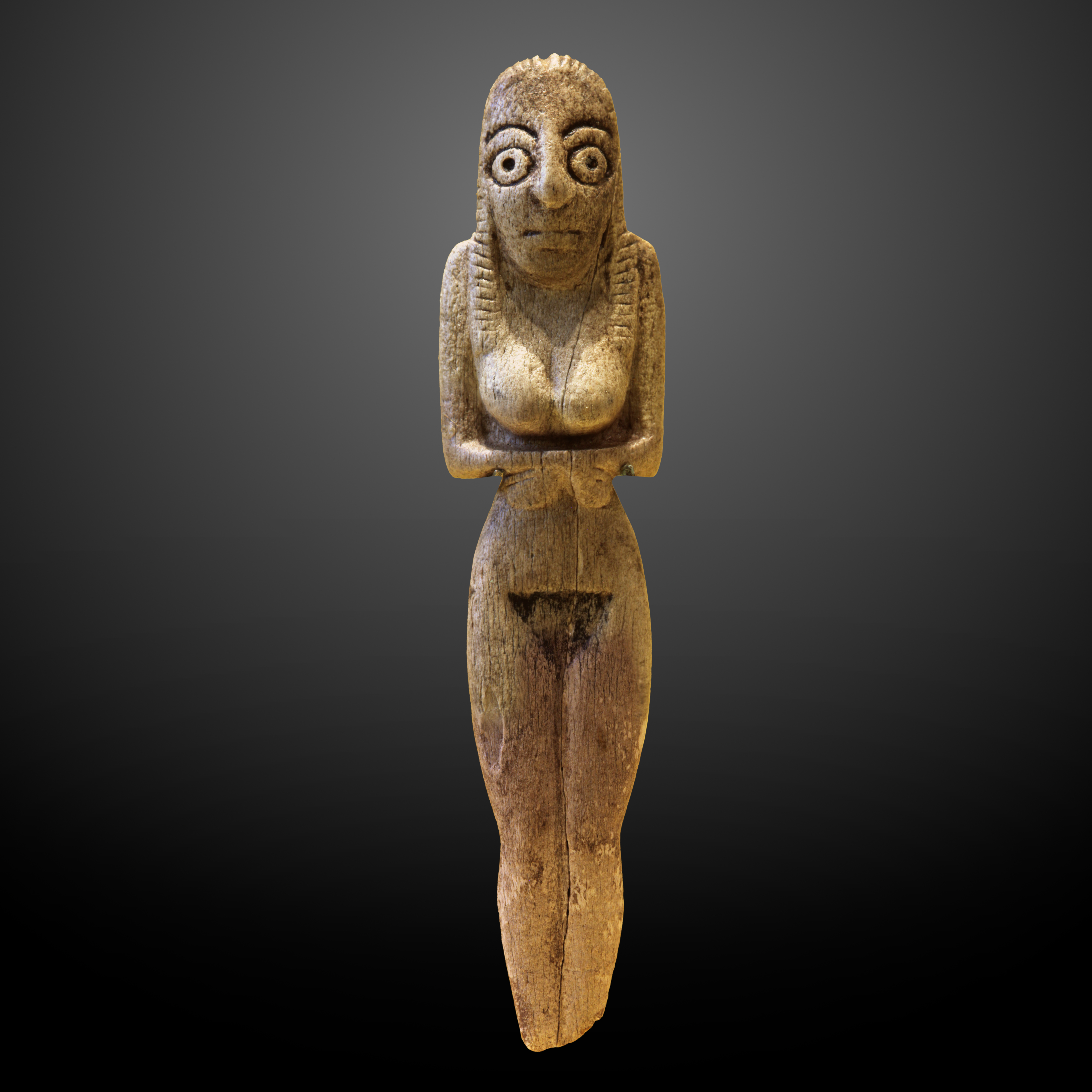
Figurine funéraire d'une femme, Musée du Louvre

La culture badarienne, d'environ 4400 à 4000 av. J.-C., est nommée d'après le site Badari près de Der Tasa. Elle a suivi la culture tassienne, mais était si semblable que beaucoup la considèrent comme une période continue. La culture badarienne a continué à produire le type de poterie appelé « vaisselle à couverte noire » (bien que sa qualité se soit beaucoup améliorée) et s'est vu attribuer les numéros de séquence 21-29 (Sequence dating (en) de Petrie). La principale différence qui empêche les chercheurs de fusionner les deux périodes est que les sites badariens utilisent le cuivre en plus de la pierre et sont donc des établissements chalcolithiques, alors que les sites tassiens du Néolithique sont toujours considérés comme de l'âge de la pierre.
Les outils de silex badariens ont continué à se développer pour devenir des lames plus tranchantes et plus fines, et les premières faïences ont été mises au point. Des sites nettement badariens ont été localisés de Nekhen à un peu au nord d'Abydos. Il semble que la culture du Fayoum A et les périodes badarienne et tassienne se chevauchent de manière significative ; cependant, la culture du Fayoum A était considérablement moins agricole et était encore de nature néolithique,.

## Culture de NaqadaIetII

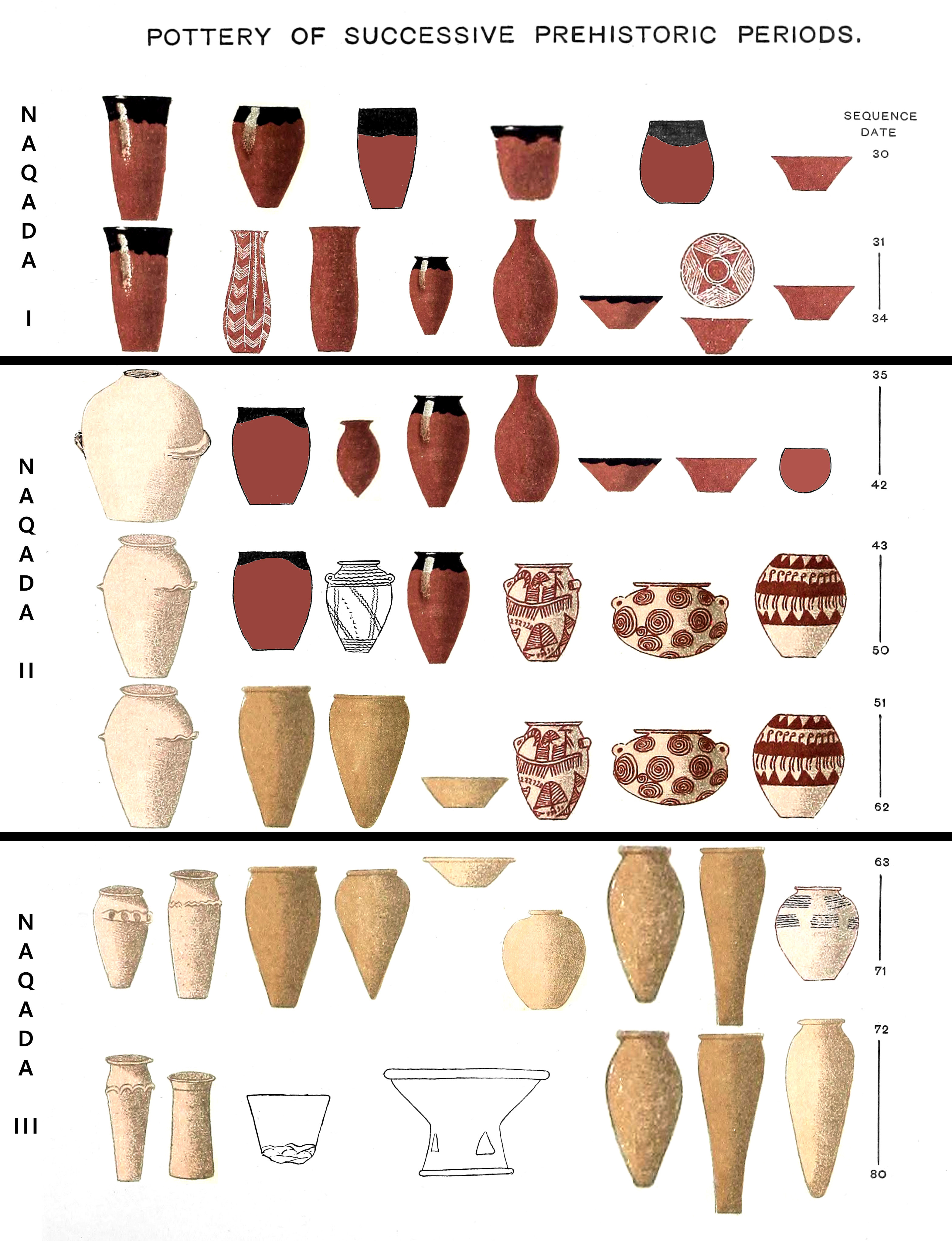
Évolution des styles de poterie, de Naqada à III

La culture Naqada est une culture archéologique de l'Égypte prédynastique chalcolithique (vers 4000-3000 av. J.-C.), nommée d'après la ville de Naqada (ancien nom Noubet), dans ce qui était le 5e nome de Haute-Égypte. Elle est divisée en trois sous-périodes : Naqada I, II et III.

### Amratien (NaqadaI)

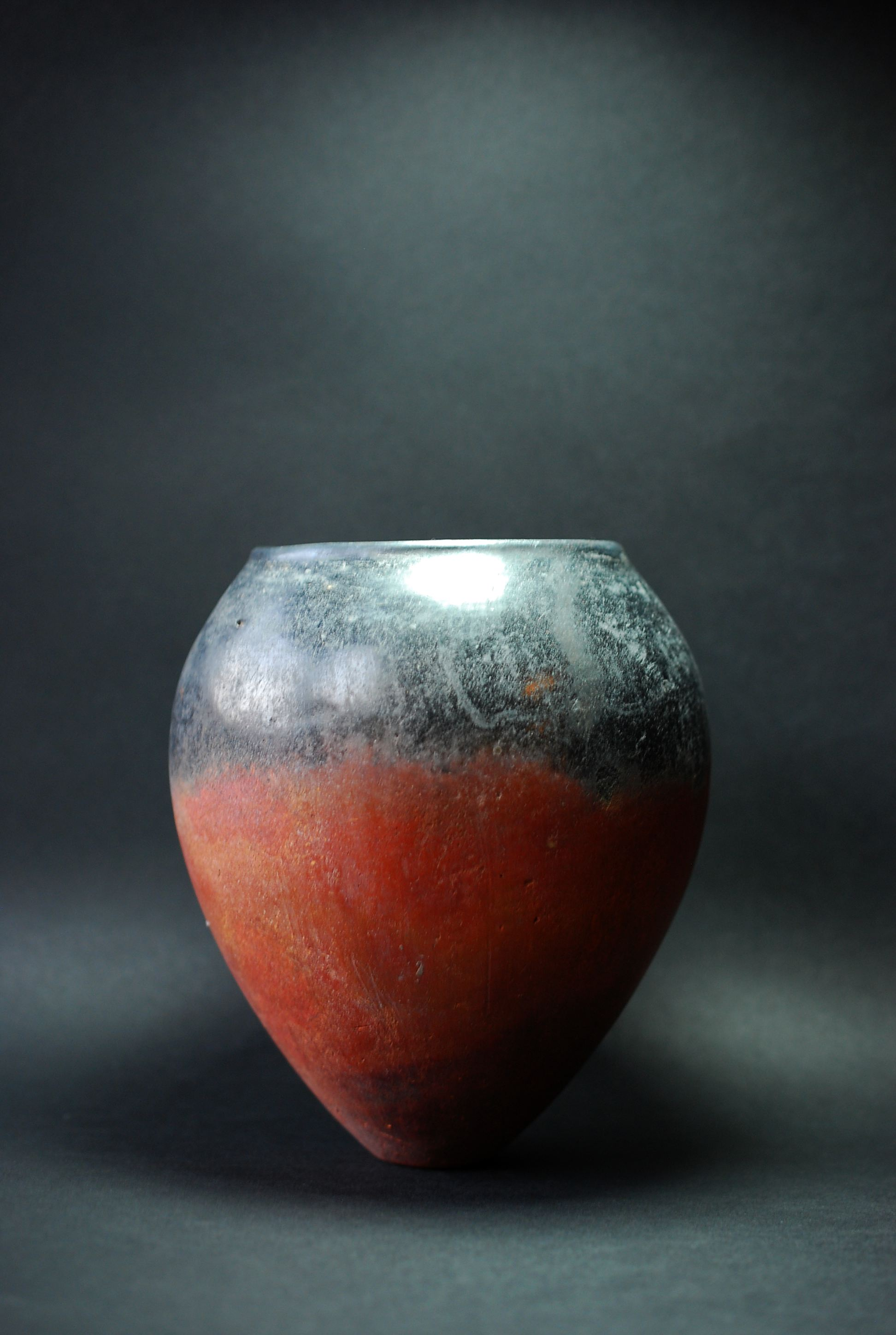
Vase à bord noir typique de Naqada

La culture amratienne a duré d'environ 4000 à 3500 av. J.-C.. Elle doit son nom au site d'el-Amra, à environ 120 km au sud de Badari. El-Amrah est le premier site où ce groupe culturel a été découvert sans être mêlé au groupe culturel gerzéen ultérieur, mais cette période est mieux attestée sur le site de la Naqada, c'est pourquoi on l'appelle aussi la culture Naqada I. La vaisselle à couvercle noir continue d'apparaître, mais on trouve aussi à cette époque de la vaisselle blanche à lignes croisées, un type de poterie qui a été décorée de lignes blanches parallèles rapprochées, croisées par un autre ensemble de lignes blanches parallèles rapprochées. La période amratienne se situe entre 30 et 39 dans le système de datation séquentielle de Petrie, qui est une forme de datation relative.
Des objets récemment fouillés témoignent d'un commerce accru entre la Haute et la Basse-Égypte à cette époque. Un vase en pierre du nord a été trouvé à el-Amra, et le cuivre, qui n'est pas exploité en Égypte, a été importé du Sinaï, ou peut-être de Nubie. Une petite quantité d'or a été importée de Nubie. Ils ont également importé de l'obsidienne d'Éthiopie pour façonner des lames et d'autres objets à partir de flocons. Le commerce avec les oasis était également probable. Des échantillons de charbon de bois trouvés dans les tombes de Nekhen, datées des périodes Naqada I et II, ont été identifiés comme du cèdre du Liban.
De nouvelles innovations sont apparues dans les colonies amratiennes comme précurseurs des périodes culturelles ultérieures. Par exemple, les bâtiments en briques crues qui ont fait la réputation de la période gerzéenne ont été vus pour la première fois à l'époque amratienne, mais en petit nombre seulement. De plus, des palettes à fard ovales et thériomorphes apparaissent à cette époque, mais leur fabrication est très rudimentaire et les reliefs qui les ont fait connaître plus tard ne sont pas encore présents,.

### Gerzéen (NaqadaII)

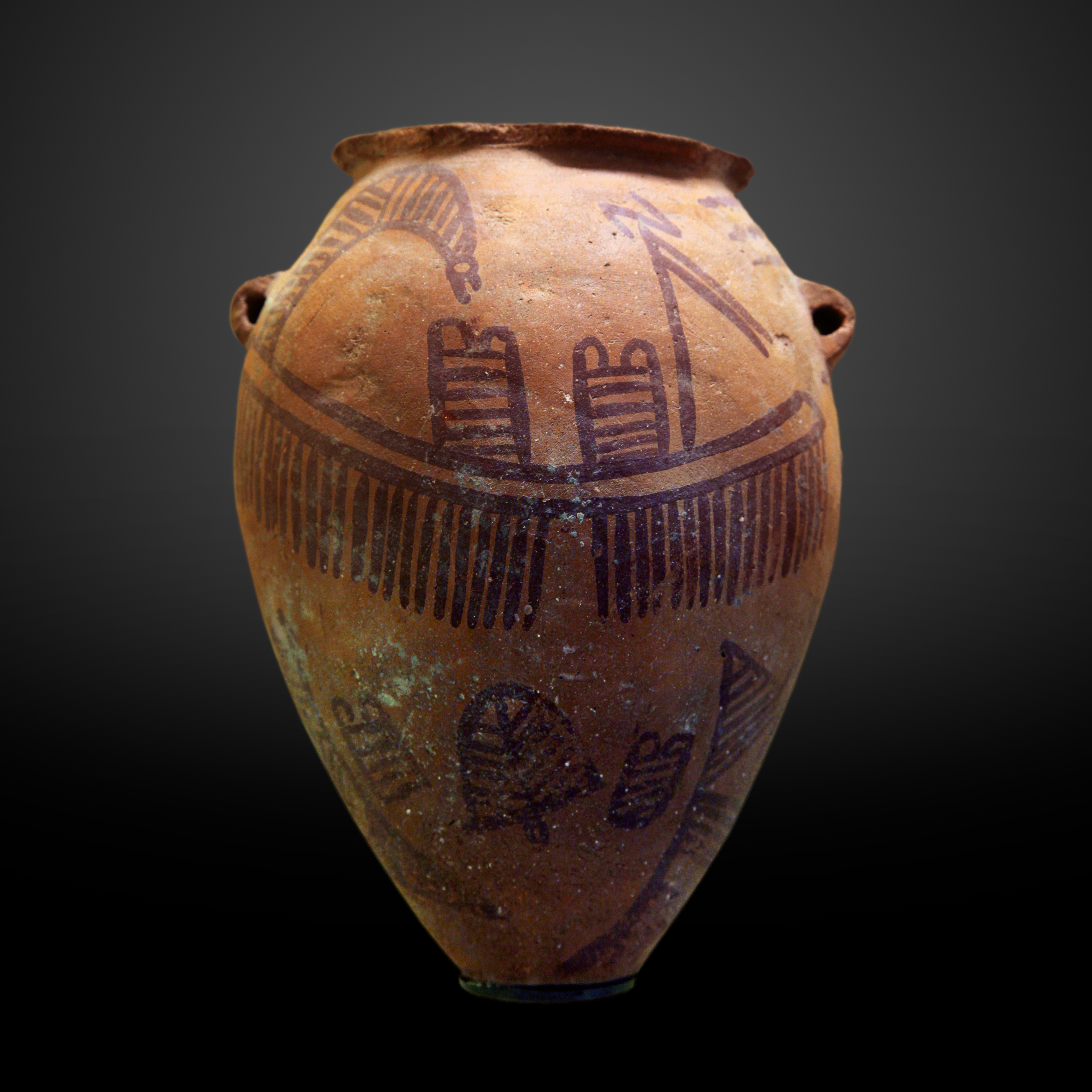
Vase typique de la période Naqada II, avec un thème de bateaux

La culture gerzéenne, d'environ 3500 à 3200 av. J.-C., doit son nom au site de Gerzeh. C'est à cette époque que les fondations de l'Égypte dynastique ont été posées. La culture gerzéenne est en grande partie un développement de la culture amratienne, qui a commencé dans le delta et s'est déplacé vers le sud en passant par la Haute-Égypte, mais qui n'a pas réussi à déloger la culture amratienne en Nubie. La poterie gerzéenne se trouve dans les séquences 40 à 62 de la datation séquentielle de Petrie et se distingue nettement de la vaisselle amratienne à lignes blanches croisées ou à dessus noir. La poterie gerzéenne était principalement peinte en rouge foncé avec des images d'animaux, de personnes et de navires, ainsi que des symboles géométriques qui semblent dérivés d'animaux. De plus, les poignées « ondulées », rares avant cette période (bien qu'on en trouve parfois dès la séquence 35) sont devenues plus courantes et plus élaborées jusqu'à ce qu'elles soient presque entièrement ornementales.
La culture gerzéenne a coïncidé avec une baisse importante des précipitations, et l'agriculture le long du Nil produit désormais la grande majorité des aliments, bien que les peintures contemporaines indiquent que la chasse n'a pas été entièrement abandonnée. Avec l'augmentation des réserves de nourriture, les Égyptiens ont adopté un mode de vie beaucoup plus sédentaire et les villes ont grandi jusqu'à atteindre 5 000 habitants.
C'est à cette époque que les citadins égyptiens ont cessé de construire avec des roseaux et ont commencé à produire en masse des briques de terre cuite, trouvées pour la première fois à l'époque amratienne, pour construire leurs villes.
Les outils en pierre égyptiens, encore utilisés, sont passés d'une construction biface à une construction en écailles. Le cuivre était utilisé pour toutes sortes d'outils et les premières armes en cuivre apparaissent à cette époque. L'argent, l'or, le lapis-lazuli et la faïence étaient utilisés à des fins ornementales, et les palettes à fard utilisées depuis la période badarienne commençaient à être ornées de sculptures en relief.
Les premières tombes de style égyptien classique ont également été construites, sur le modèle des maisons ordinaires et parfois composées de plusieurs pièces. Bien que de nouvelles fouilles soient nécessaires dans le delta, on pense généralement que ce style est originaire de cette région et non de la Haute-Égypte.
Bien que la culture gerzéenne soit maintenant clairement identifiée comme étant la continuation de la période amratienne, une influence mésopotamienne significative a fait son chemin en Égypte pendant le Gerzéen, interprétée par le passé comme la preuve de l'arrivée au pouvoir d'une classe dirigeante mésopotamienne, la soi-disant race dynastique, sur la Haute-Égypte. Cette idée n'est plus soutenue par les milieux universitaires.
Des objets et des formes d'art distinctement étrangers sont entrés en Égypte durant cette période, indiquant des contacts avec plusieurs régions d'Asie. Des objets tels que le manche du couteau de Gebel el-Arak, sur lequel sont manifestement gravés des reliefs mésopotamiens, ont été trouvés en Égypte, et l'argent qui apparaît à cette époque ne peut avoir été obtenu qu'en Asie Mineure.
En outre, des objets égyptiens sont créés qui imitent clairement les formes mésopotamiennes. Des sceaux-cylindres apparaissent en Égypte, ainsi que des panneaux architecturaux en retrait, les reliefs égyptiens sur les palettes à fard sont clairement réalisés dans le même style que la culture mésopotamienne contemporaine d'Uruk, et les têtes de masse cérémonielles qui apparaissent à la fin de l'époque de Gerzéen sont fabriquées dans le style mésopotamien « en forme de poire », au lieu du style égyptien autochtone.
La route de ce commerce est difficile à déterminer, mais le contact avec Canaan n'étant pas antérieur au début de la période thinite, on suppose généralement qu'il s'est fait par voie maritime. À l'époque où la théorie de la race dynastique était encore populaire, on a émis l'hypothèse que les marins d'Uruk contournaient l'Arabie, mais une route méditerranéenne, probablement par des intermédiaires passant par Byblos est plus probable, comme en témoigne la présence d'objets bybliens en Égypte.
Le fait que tant de sites gerzéens se trouvent à l'embouchure des oueds qui mènent à la mer Rouge peut indiquer un certain volume de commerce via la mer Rouge (bien que le commerce provenant de Byblos ait pu potentiellement traverser le Sinaï et prendre ensuite la mer Rouge). On considère également qu'il est peu probable qu'une chose aussi compliquée que l'architecture en panneaux encastrés ait pu se frayer un chemin jusqu'en Égypte par simple influence culturelle, et on soupçonne souvent au moins un petit contingent de migrants.
Malgré cette preuve d'influence étrangère, les égyptologues s'accordent généralement à dire que la culture gerzéenne est encore majoritairement indigène à l'Égypte.
D'un point de vue politique, avant son unification, la Haute-Égypte était divisée entre trois confédérations, ou protoroyaumes : Thinis (Abydos), Noubt (Nagada IIb, c et d) et Nekhen (Hiérakonpolis). Pris en sandwich entre Thinis et Nekhen, Nagada fut le premier à tomber. La relation de Nekhen avec Thinis est incertaine, mais ces deux États ont peut-être fusionné pacifiquement, la famille royale thinite dirigeant alors toute la Haute-Égypte. Les rois thinites ont été enterrés à Abydos dans le cimetière d'Oumm el-Qa'ab.

## Culture de Maadi-Bouto
La culture de Maadi-Bouto (également appelée culture de Maadi) est la plus importante culture préhistorique de Basse-Égypte contemporaine des phases I et II de la culture de Nagada en Haute-Égypte. Cette culture est surtout connue à partir du site de Maadi près du Caire, mais elle est également attestée dans de nombreux autres endroits du delta, dont Bouto, jusqu'à la région du Fayoum. Cette culture a été marquée par le développement de l'architecture et de la technologie. Elle est également héritière des cultures précédentes en ce qui concerne la céramique non décorée.
Le cuivre était connu, et des herminettes en cuivre ont été trouvées. La poterie est simple et non décorée et montre, sous certaines formes, des liens étroits avec le Levant méridional. Les gens vivaient dans de petites huttes, en partie creusées dans le sol. Les morts étaient enterrés dans des cimetières, mais avec peu de biens funéraires. La culture de Maadi a été remplacée par la culture Naqada III ; la question de savoir si cela s'est fait par conquête ou par infiltration reste ouverte.

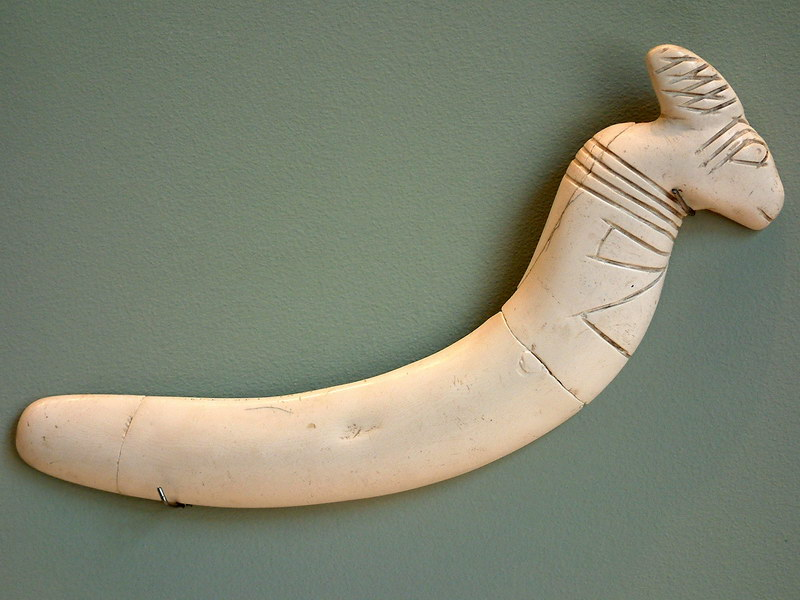
Objet trouvé à Maadi, Musée du Louvre
Arêtes de poisson-chat sculptés, et jarre découverte à Maadi
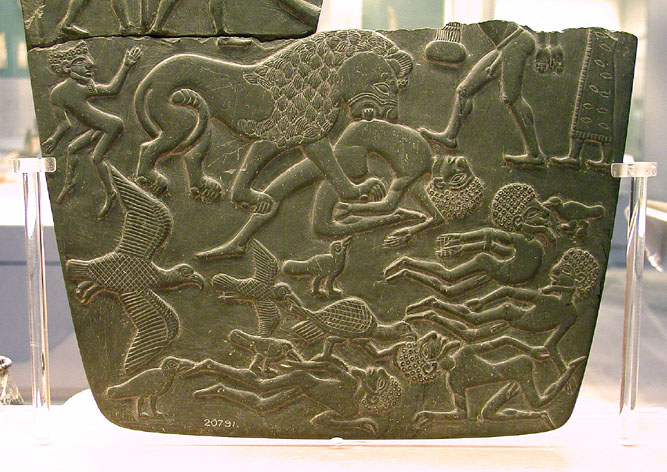
Des prisonniers et des blessés éventuels de la culture Bouto-Maadi dévorés par des animaux, tandis que l'un d'eux est conduit par un homme en robe longue, probablement un fonctionnaire égyptien de la culture de Naqada III de Haute-Égypte, Palette du champ de bataille, British Museum et Ashmolean Museum[26],
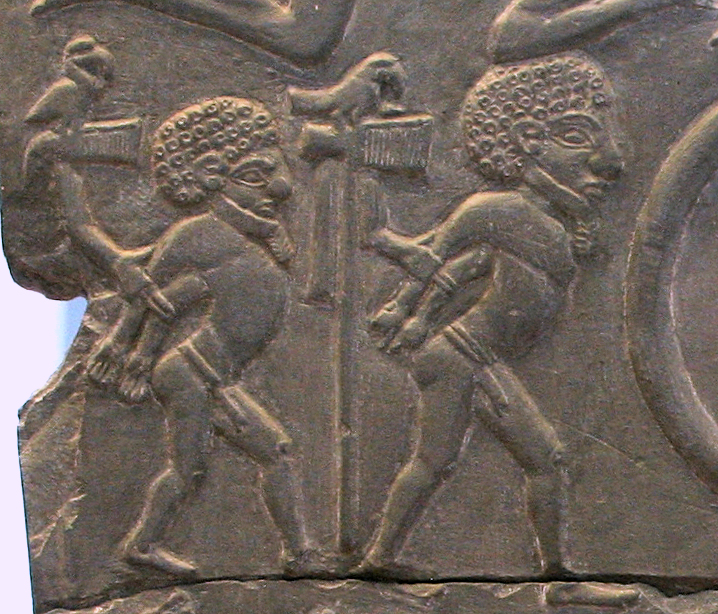
Autres prisonniers de la Palette du champ de bataille

## Période protodynastique (NaqadaIII)
La période de la Naqada III, d'environ 3200 à 3000 av. J.-C., est généralement considérée comme identique à la période protodynastique, également appelée Dynastie zéro, durant laquelle l'Égypte a été unifiée.
La période protodynastique est remarquable pour avoir été la première ère avec les premières traces d'écriture en Égypte, sous la forme de hiéroglyphes archaïques et uniquement figuratifs (bien que cela soit contesté par certains), la première utilisation régulière des serekhs, la première irrigation, la première apparition des cimetières royaux et un début d’administration (période Nagada III-b2). À cette époque, le roi n'a qu'un nom, celui d'Horus. La tradition égyptienne plus tardive a eu tendance à confondre histoire et mythe, à tel point qu'il est difficile de faire la part des choses. Ainsi le dieu faucon Horus est souvent considéré par les Égyptiens comme le premier pharaon.
Durant la fin de la période prédynastique, l'Égypte se trouve divisée en deux royaumes : un roi pour le Nord (Basse-Égypte) et un pour le Sud (Haute-Égypte). Les rois du Sud prennent alors le dessus sur ceux de Basse-Égypte. La conquête a dû être progressive. En effet, si Narmer est considéré comme l'unificateur de l'Égypte et le premier roi de la Ire dynastie, l'un de ses prédécesseurs, Iry-Hor, est attesté sur une inscription dans le Sinaï, inscription mentionnant également Memphis, ville pourtant fondée selon le mythe par l'unificateur de l'Égypte Ménès. Le dernier bastion du royaume du Nord était peut-être Bouto : en effet, sur la Palette de Narmer, les hiéroglyphes sculptés près du captif vaincu par Narmer - un harpon et un lac - ont été considérés par les spécialistes comme étant soit un nom de lieu pour le nome du Harpon (situé au nord-ouest du delta) soit le nom du captif, phonétiquement lu comme étant Ouash ou Ouashi,.
La période prédynastique se termine à la création de la Ire dynastie, avec l'unification du pays par Narmer au XXXIIe siècle (3150/3125 av. J.-C. selon Nicolas Grimal).

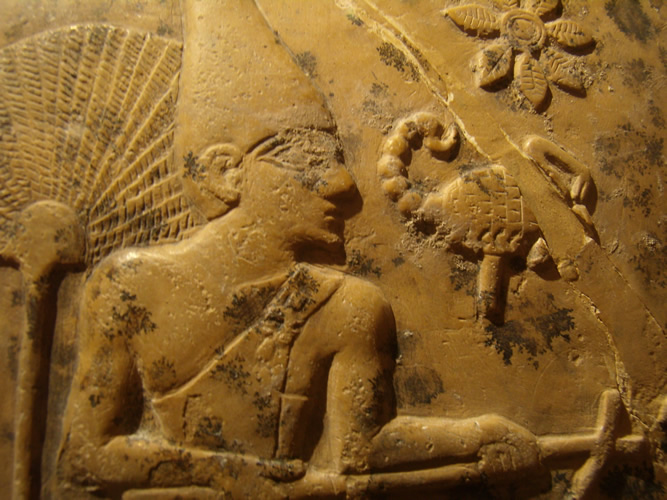
La massue du roi Scorpion, Ashmolean Museum
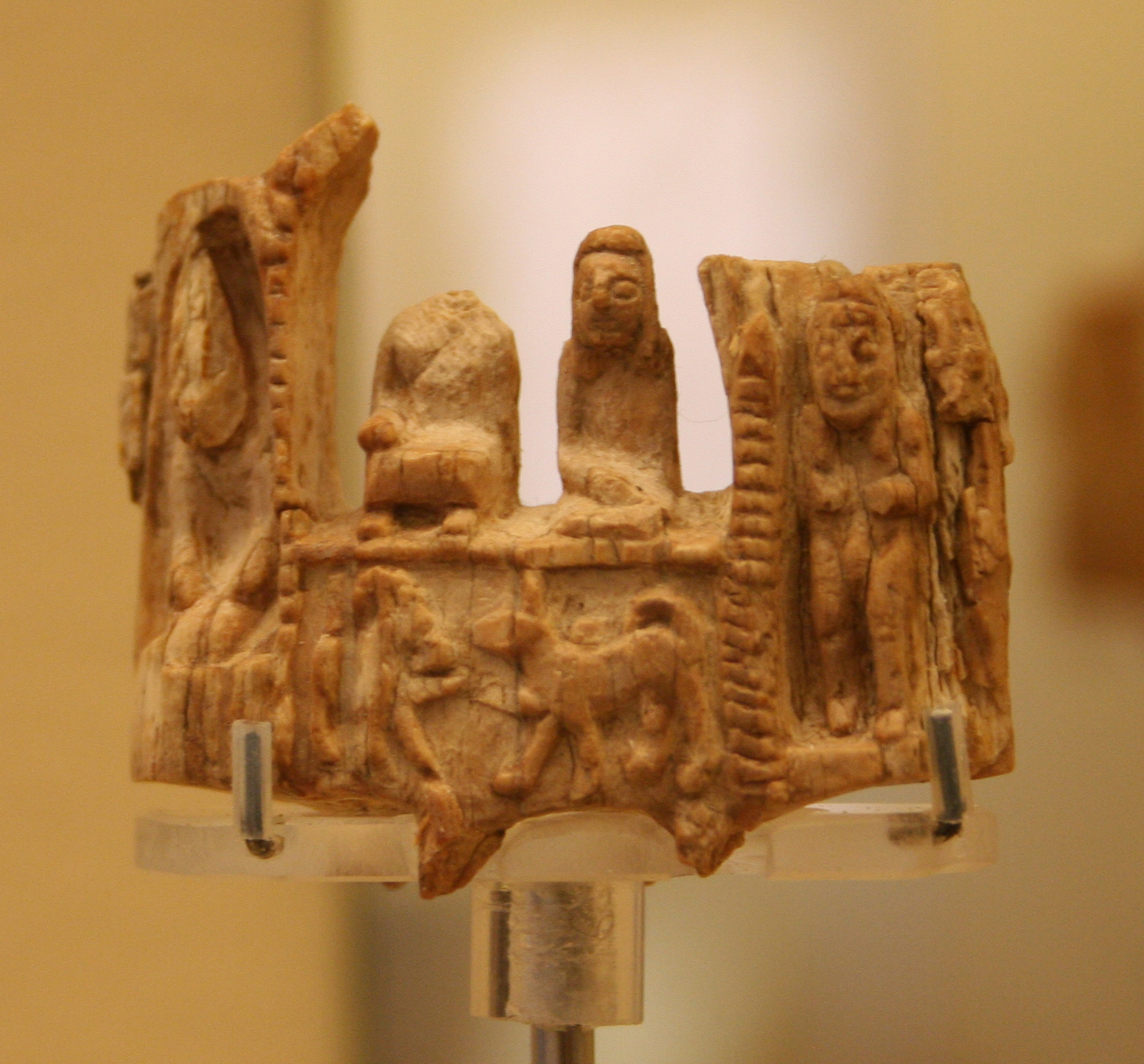
Fragment de sceptre protodynastique avec une représentation d'un couple royal, Musée d'État d'Art égyptien de Munich, Munich
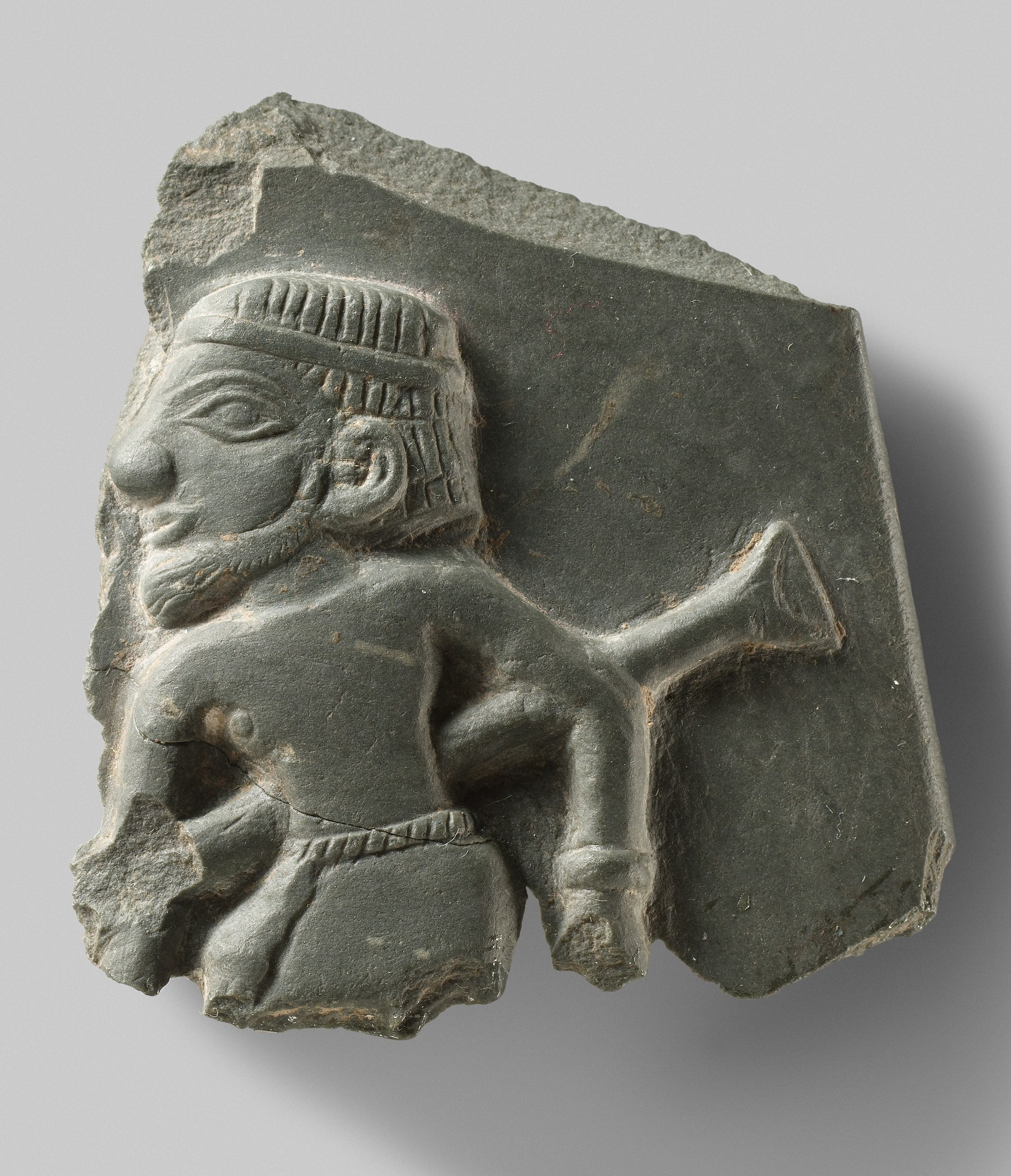
Fragment d'une palette cérémonielle illustrant un homme et un type de bâton, environ 3200–3100 AEC, Naqada III tardif
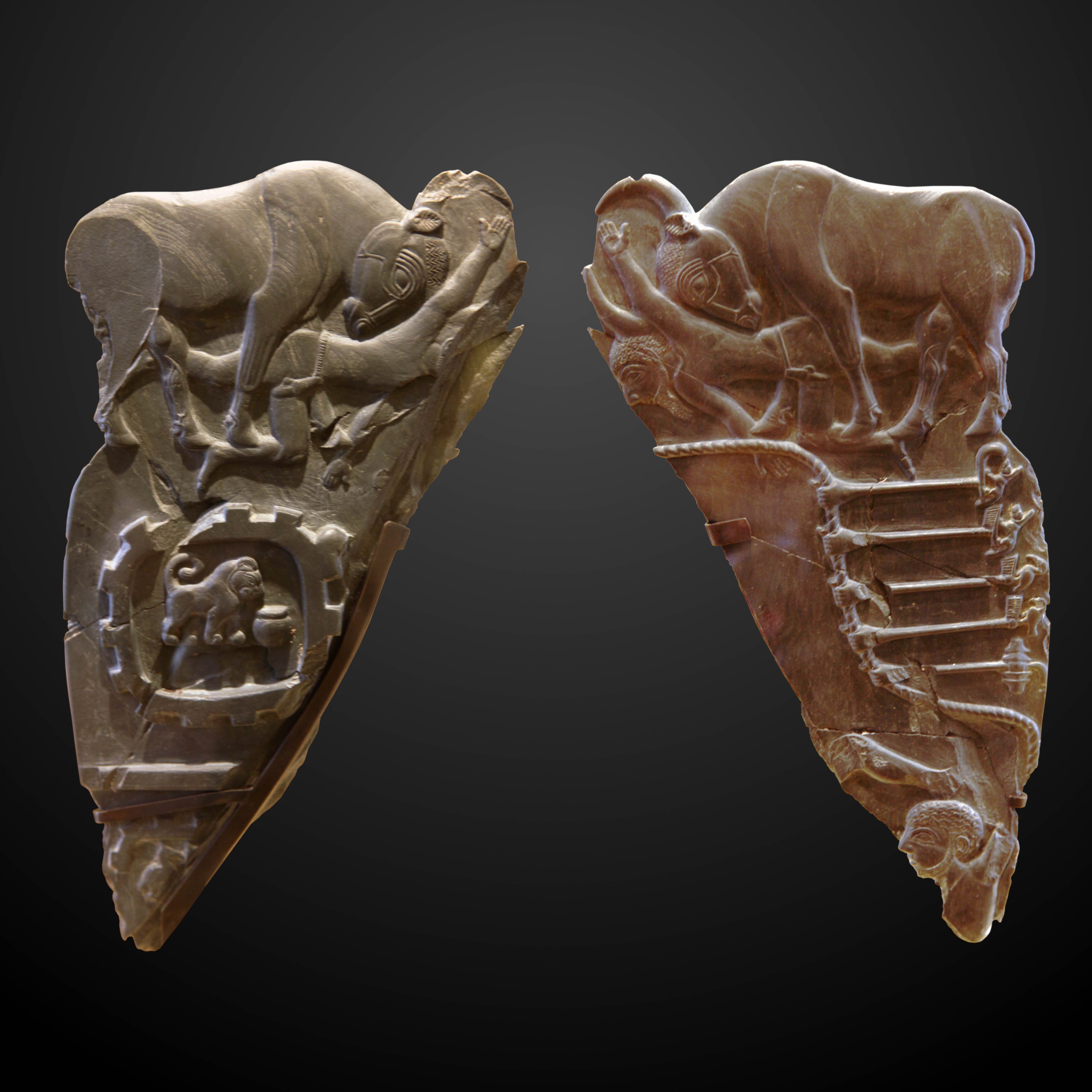
Palette au taureau, Naqada III, Musée du Louvre

### Dieux majeurs de la période protodynastique
- Le dieu faucon Horus, symbole du pharaon qui veille sur son peuple. Il conservera parfois certains de ses attributs archaïques, et sera alors nommé Horus l'Ancien, pour ne pas être confondu avec le fils d'Isis et d'Osiris, Horus le jeune.
- Le dieu Seth, adopté par le royaume du Sud (Abydos et Thinis) souvent représenté par un chien rouge agressif : le dieu bébon.
- Un dieu momiforme assis sur un reposoir, pouvant être identifié à Ptah ou Sokar.
- Le serpent mythique Apophis, qui essaie de perturber la création.
- À Héliopolis, forme archaïque de Rê représentant l'astre solaire.
- La déesse Bat du septième nome de Haute-Égypte, au visage de femme surmonté d'oreilles et de deux cornes de vache stylisées.
- Le dieu de la fertilité, représenté par un homme au pénis en érection, Min.
- Le couple de lions Shou, symbole de vie, et Tefnout d'Héliopolis qui sont à l'origine du mythe de la Lointaine : l'inondation.

## Anthropologie

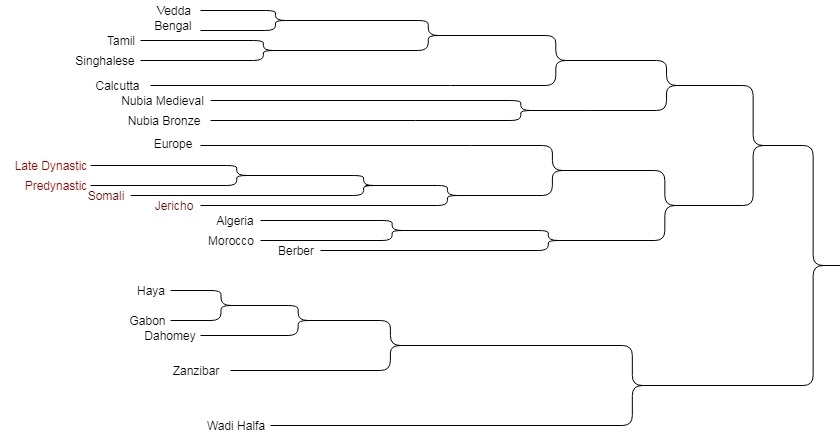
Dendrogramme

L'analyse craniométrique des fossiles d'Égyptiens prédynastiques de la période Nagada a montré qu'ils étaient étroitement apparentés à d'autres populations afro-asiatiques de la Corne de l'Afrique. L'analyse des fossiles d'égyptiens de Haute-Égypte de la période prédynastique montre qu'ils sont plus apparentés aux actuels somaliens qu'aux échantillons d'égyptiens de Basse-Égypte des dernières dynasties. Cependant, les fossiles de Nagada et ces squelettes anciens et récents étaient phénotypiquement distincts des fossiles appartenant aux populations modernes parlant des langues nigéro-congolaises vivant en Afrique tropicale, ainsi que des squelettes mésolithiques trouvés à Wadi Halfa dans la vallée du Nil. D'après ces mêmes études, les populations actuelles de la Corne de l'Afrique sont plus étroitement apparentées sur le plan crânio-facial à un échantillon incluant des éléments d'Asie du Sud, du Moyen-Orient et du nord-ouest de l'Europe qu'elles ne le sont de n'importe quel groupe d'Afrique subsaharienne hors Corne de l'Afrique.